# Framework de CSS
Un framework de CSS es una biblioteca de estilos genéricos que puede ser usada para implementar diseños web. Aportan una serie de utilidades que pueden ser aprovechadas frecuentemente en los distintos diseños web.

## Ventajas
Un framework de CSS, si está bien diseñado e implementado, proporciona las siguientes ventajas:
- Proporcionar una forma fácil y por tanto rápida de implementar diseños web.
- Nos aseguran que el diseño va a funcionar en una amplia gama de navegadores
- Nos aseguran que su código cumple cierta normas estándar.
- Nos aseguran cierto grado de fiabilidad en la eficacia de las utilidades que nos aportan. El framework se supone que está bien probado para asegurarnos que no hay errores.

## Inconvenientes
El uso de un framework de CSS puede llevar aparejado las siguientes desventajas:
- La importación de código del framework que no es necesario en nuestro diseño web concreto. Esto provoca un incremento innecesario del consumo del ancho de banda y del tiempo de descarga.
- Hay un menor control por parte del maquetador de lo que realmente está sucediendo en la visualización de la página web. Esto suele ser un problema cuando se tiene que corregir algún efecto indeseado.
- Al diseñar con código prehecho, podemos estar limitándonos en cuanto las posibilidades de elección del diseño web.

## Clasificación
Podemos clasificar los frameworks de css en dos tipos: 
- Multipropósito: Proporcionan un conjunto de utilidades variadas útiles para distintos aspectos del desarrollo de un diseño web. Ej Cascade Framework.
- Propósito específico: Están orientados a proporcionar herramientas para un propósito determinado. Por ejemplo, hay frameworks de CSS orientados a proporcionar herramientas para el desarrollo de rejillas (Ej. Responsive Grid System, Skeleton, Semantic Grid System), orientadas al control de la parte gráfica de la interfaz de usuario (Ej. Accordion, tabs, slideshow), orientados a la tipografía, etc.

## Ejemplos
Algunos ejemplos de framework de CSS son:
- awsm.css
- Armazon
- Baseguide
- Bootstrap
- BoxySheets
- Cascade Framework
- Cascade Framework Light
- Chopstick
- Concise
- Flexify
- floatz
- Foundation
- Ink
- inuitcss
- Jalsonic Opinion
- Kathamo
- Kube
- Kule Lazy
- Material Design Lite
- Materialize
- Modest Grid
- Pure CSS
- Responsee
- Responsive BP
- Responsive Grid System
- Schema UI / Built with LESS
- Semantic UI
- Sierra SCSS Library
- Tacit
- uikit
- Unsemantic
- Visual Component Library (VCL)
- W3.CSS
- Wee
- Brian
- Buildit
- YUI Grids
- Aiuda (enlace roto disponible en Internet Archive; véase el historial, la primera versión y la última).
- Thebes (enlace roto disponible en Internet Archive; véase el historial, la primera versión y la última).
- Minion Web (enlace roto disponible en Internet Archive; véase el historial, la primera versión y la última).
- Patrykstyle